# Patuán
Patuán es una localidad del estado mexicano de Michoacán. Es parte del municipio de Ziracuaretiro.

## Demografía
| Gráfica de evolución demográfica |
|                                  |

| Censo | Población |
| ----- | --------- |
| 1900  | 397       |
| 1910  | 77        |
| 1921  | 159       |
| 1930  | 291       |
| 1940  | 298       |
| 1950  | 260       |
| 1960  | 277       |
| 1970  | 423       |
| 1980  | 699       |
| 1990  | 758       |
| 2000  | 985       |
| 2010  | 1373      |
| 2020  | 1571      |